# 2014년 일본 프로 야구 올스타전
2014년 일본 프로 야구 올스타전은 2014년 7월 18일과 7월 19일에 열린 일본 프로 야구의 올스타전 경기이다.

## 개요
2008년부터 계속된 마쓰다의 특별 협찬을 받아 ‘마쓰다 올스타 게임 2014’(マツダオールスターゲーム2014)라는 이름으로 개최됐다. 그 해에는 1경기가 줄어든 두 차례의 경기가 열렸다.

## 일정
- 1차전 : 7월 18일

세이부 돔(18시 20분에 시작, 퍼시픽 리그가 홈팀으로 취급)
- 2차전 : 7월 19일

한신 고시엔 구장(18시 30분에 시작, 센트럴 리그가 홈팀으로 취급)
1. 우천으로 인한 예비일로 7월 20일(14시에 시작, 양일 모두 우천으로 취소된 경우에 중단[1])에 치러질 예정이었다.
2. 홈은 1차전은 3루측, 2차전은 1루측을 사용했다(세이부 돔에서는 홈팀이 3루측을 사용했고 원정팀은 1루측을 사용했다).

## 특별 행사
- 홈런 더비
- 야구 전당 헌액식(1차전 시작 전)

참석자 : 노모 히데오, 아키야마 고지, 사사키 가즈히로
※특별 헌액된 아이다 조이치에 대해서는 같은 해 5월 31일 메이지 진구 야구장에서 열린 도쿄 6대학 야구 춘계 리그 제8주 첫날(와세다 대학-게이오기주쿠 대학 1차전) 경기 시작 전에 별도로 헌액식을 가졌다.

## 출장 선수
| 범례 - 굵은 글씨 : 팬 투표에 의한 출장 - ※ : 선수간 투표에 의한 출장 - ▲ : 출장 사퇴 선수 발생에 의한 보충 선수 - 그 외에는 감독 추천에 의한 출장 |

| 센트럴 리그 | 센트럴 리그       | 센트럴 리그 | 센트럴 리그 |
| ----------- | ----------------- | ----------- | ----------- |
| 감독        | 하라 다쓰노리     | 요미우리    |             |
| 코치        | 와다 유타카       | 한신        |             |
| 코치        | 노무라 겐지로     | 히로시마    |             |
| 선발 투수   | 마에다 겐타       | 히로시마    | 4           |
| 중간 계투   | 이치오카 류지     | 히로시마    | 첫 출장     |
| 마무리 투수 | K. 미콜리오       | 히로시마    | 첫 출장     |
| 투수        | 스가노 도모유키※  | 요미우리    | 2           |
| 투수        | 야마구치 데쓰야   | 요미우리    | 4           |
| 투수        | 후지나미 신타로   | 한신        | 2           |
| 투수        | 오노 유다이       | 주니치      | 첫 출장     |
| 투수        | 후쿠타니 고지     | 주니치      | 첫 출장     |
| 투수        | 야마이 다이스케   | 주니치      | 첫 출장     |
| 투수        | 이노 쇼이치       | DeNA        | 첫 출장     |
| 투수        | 미카미 도모야     | DeNA        | 첫 출장     |
| 포수        | 아베 신노스케※    | 요미우리    | 11          |
| 포수        | 다니시게 모토노부 | 주니치      | 12          |
| 포수        | 나카무라 유헤이   | 야쿠르트    | 첫 출장     |
| 1루수       | 킬라 K.           | 히로시마    | 첫 출장     |
| 1루수       | T. 블랑코※        | DeNA        | 5           |
| 2루수       | 기쿠치 료스케※    | 히로시마    | 첫 출장     |
| 3루수       | 도바야시 쇼타     | 히로시마    | 3           |
| 3루수       | 무라타 슈이치※    | 요미우리    | 5           |
| 유격수      | 도리타니 다카시※  | 한신        | 5           |
| 내야수      | 사카모토 하야토   | 요미우리    | 7           |
| 내야수      | 야마다 데쓰토     | 야쿠르트    | 첫 출장     |
| 외야수      | 마루 요시히로     | 히로시마    | 2           |
| 외야수      | B. 엘드레드※      | 히로시마    | 첫 출장     |
| 외야수      | W. 발렌틴※        | 야쿠르트    | 4           |
| 외야수      | M. 머턴※          | 한신        | 4           |
| 외야수      | 오시마 요헤이     | 주니치      | 3           |
| 외야수      | 유헤이            | 야쿠르트    | 첫 출장     |

| 퍼시픽 리그 | 퍼시픽 리그       | 퍼시픽 리그 | 퍼시픽 리그 |
| ----------- | ----------------- | ----------- | ----------- |
| 감독        | 호시노 센이치     | 라쿠텐      |             |
| 감독        | 이토 쓰토무       | 지바 롯데   |             |
| 코치        | 다나베 노리오     | 세이부      |             |
| 코치        | 오쿠보 히로모토   | 라쿠텐      |             |
| 선발 투수   | 니시 유키         | 오릭스      | 2           |
| 중간 계투   | 사토 다쓰야       | 오릭스      | 2           |
| 마무리 투수 | 히라노 요시히사   | 오릭스      | 6           |
| 투수        | 가네코 지히로※    | 오릭스      | 2           |
| 투수        | 노리모토 다카히로 | 라쿠텐      | 첫 출장     |
| 투수        | 후쿠야마 히로유키 | 라쿠텐      | 첫 출장     |
| 투수        | 기시 다카유키     | 세이부      | 3           |
| 투수        | 이가라시 료타     | 소프트뱅크  | 6           |
| 투수        | D. 사파테         | 소프트뱅크  | 2           |
| 투수        | 오타니 쇼헤이     | 닛폰햄      | 2           |
| 투수        | M. 크로타         | 닛폰햄      | 첫 출장     |
| 포수        | 시마 모토히로※    | 라쿠텐      | 6           |
| 포수        | 이토 히카루       | 오릭스      | 2           |
| 포수        | 오노 쇼타         | 닛폰햄      | 첫 출장     |
| 1루수       | 나카무라 다케야   | 세이부      | 6(1)        |
| 1루수       | 이대호※           | 소프트뱅크  | 3           |
| 2루수       | 아사무라 히데토   | 세이부      | 2           |
| 2루수       | 후지타 가즈야※    | 라쿠텐      | 첫 출장     |
| 3루수       | 마쓰다 노부히로※  | 소프트뱅크  | 4           |
| 유격수      | 이마미야 겐타※    | 소프트뱅크  | 첫 출장     |
| 내야수      | 스즈키 다이치     | 지바 롯데   | 2           |
| 내야수      | 오비키 게이지     | 닛폰햄      | 2           |
| 내야수      | 긴지▲             | 라쿠텐      | 첫 출장     |
| 외야수      | 이토이 요시오※    | 오릭스      | 6           |
| 외야수      | 나카타 쇼※        | 닛폰햄      | 4           |
| 외야수      | 요 다이칸         | 닛폰햄      | 3           |
| 외야수      | 하세가와 유야※    | 소프트뱅크  | 3           |
| 외야수      | 야나기타 유키     | 소프트뱅크  | 첫 출장     |
| 지명타자    | W. M. 페냐※       | 오릭스      | 4           |

- 숫자는 출장 횟수를 뜻하며 괄호 안에 있는 숫자는 상기 횟수 가운데 부상 때문에 출전하지 못한 횟수.

1. ↑  오른쪽 검지손가락 골절에 의한 부상 때문에 출전을 포기했으며 마쓰다를 대체할 선수로서 긴지가 출장했다.

더욱이 사퇴한 선수는 부상 여부에 상관 없이 야구 협약 86조에 의해 올스타전 종료 후 후반기 시작 시점부터 10경기 동안 선수 등록이 불가능하다.

## 올스타전 경기 결과

### 1차전

#### 스코어
| 팀 | 1 | 2 | 3 | 4 | 5 | 6 | 7 | 8 | 9 | R | H  | E |
| 센트럴 | 0 | 0 | 3 | 0 | 1 | 0 | 2 | 0 | 1 | 7 | 15 | 0 |
| 퍼시픽 | 0 | 0 | 0 | 0 | 0 | 0 | 0 | 0 | 0 | 0 | 6  | 0 |
| 승리 투수: 마에다 겐타(히로시마) 패전 투수: 니시 유키(오릭스) 홈런: 센트럴 – 브래드 엘드레드(히로시마·7회 2점) |   |   |   |   |   |   |   |   |   |   |    |   |

#### 출장 선수
| 센트럴 | 센트럴 | 센트럴            |
| 타순   | 수비   | 선수              |
| ------ | ------ | ----------------- |
| 1      | (중)   | 마루 요시히로     |
| 2      | (二)   | 기쿠치 료스케     |
| 3      | (유)   | 도리타니 다카시   |
| 4      | (좌)   | B. 엘드레드       |
| 5      | (一)   | 킬라 K.           |
| 6      | (지)   | W. 발렌틴         |
| 7      | (우)   | 유헤이            |
| 8      | (三)   | 도바야시 쇼타     |
| 9      | (포)   | 다니시게 모토노부 |
|        | (투)   | 마에다 겐타       |

| 퍼시픽 | 퍼시픽 | 퍼시픽          |
| 타순   | 수비   | 선수            |
| ------ | ------ | --------------- |
| 1      | (중)   | 요 다이칸       |
| 2      | (三)   | 긴지            |
| 3      | (우)   | 이토이 요시오   |
| 4      | (지)   | 나카무라 다케야 |
| 5      | (一)   | 이대호          |
| 6      | (좌)   | 하세가와 유야   |
| 7      | (二)   | 후지타 가즈야   |
| 8      | (포)   | 시마 모토히로   |
| 9      | (유)   | 이마미야 겐타   |
|        | (투)   | 기시 다카유키   |

#### 수상 선수
MVP
- 브래드 엘드레드(히로시마)

7회초, 마이클 크로타로부터 2점 홈런을 포함한 4타수 3안타를 기록, 히로시마의 야수로서는 2005년 2차전 이래였고 외국인 선수로서는 2007년 1차전 이래의 수상.
감투 선수상
- 마에다 겐타(히로시마)

3이닝을 던지면서 무실점을 기록해 승리 투수가 됨.
- 기시 다카유키(세이부)

2이닝을 던지면서 무실점과 4개의 탈삼진으로 호투함.
- 요 다이칸(닛폰햄)

3개의 안타를 때려내며 맹타상을 기록하는 등의 활약을 보여줌.

### 2차전

#### 스코어
| 팀 | 1 | 2 | 3 | 4 | 5 | 6 | 7 | 8 | 9 | R  | H  | E |
| 퍼시픽 | 4 | 0 | 0 | 1 | 1 | 3 | 3 | 0 | 0 | 12 | 18 | 0 |
| 센트럴 | 1 | 0 | 1 | 0 | 2 | 0 | 1 | 1 | 0 | 6  | 13 | 0 |
| 승리 투수: 오타니 쇼헤이(닛폰햄) 패전 투수: 후지나미 신타로(한신) 홈런: 퍼시픽 – 윌리 모 페냐(오릭스·1회 3점), 야나기타 유키(소프트뱅크·6회 2점) 센트럴 – 야마다 데쓰토(야쿠르트·3회 1점), 사카모토 하야토(요미우리·7회 1점), 도바야시 쇼타(히로시마·8회 1점) |   |   |   |   |   |   |   |   |   |    |    |   |

#### 출장 선수
| 퍼시픽 | 퍼시픽 | 퍼시픽        |
| 타순   | 수비   | 선수          |
| ------ | ------ | ------------- |
| 1      | (중)   | 야나기타 유키 |
| 2      | (三)   | 오비키 게이지 |
| 3      | (우)   | 이토이 요시오 |
| 4      | (一)   | 이대호        |
| 5      | (좌)   | 하세가와 유야 |
| 6      | (지)   | W. M. 페냐    |
| 7      | (유)   | 이마미야 겐타 |
| 8      | (포)   | 이토 히카루   |
| 9      | (二)   | 스즈키 다이치 |
|        | (투)   | 오타니 쇼헤이 |

| 센트럴 | 센트럴 | 센트럴          |
| 타순   | 수비   | 선수            |
| ------ | ------ | --------------- |
| 1      | (유)   | 도리타니 다카시 |
| 2      | (二)   | 야마다 데쓰토   |
| 3      | (지)   | W. 발렌틴       |
| 4      | (좌)   | M. 머턴         |
| 5      | (포)   | 아베 신노스케   |
| 6      | (一)   | T. 블랑코       |
| 7      | (우)   | 유헤이          |
| 8      | (三)   | 무라타 슈이치   |
| 9      | (중)   | 마루 요시히로   |
|        | (투)   | 후지나미 신타로 |

#### 수상 선수
MVP
- 야나기타 유키(소프트뱅크)

4안타 1홈런의 맹활약을 보여줬음.
감투 선수상
- 윌리 모 페냐(오릭스)
- 야마다 데쓰토(야쿠르트)
- 요 다이칸(닛폰햄)

Be a driver.상
- 요 다이칸(닛폰햄)